# Gonomyia basistylata
Gonomyia basistylata är en tvåvingeart som beskrevs av Alexander 1979. Gonomyia basistylata ingår i släktet Gonomyia och familjen småharkrankar.
Artens utbredningsområde är Ecuador. Inga underarter finns listade i Catalogue of Life.